# تايكي هيراتو
تايكي هيرادو (باليابانية: 平戸 太貴) (18 أبريل 1997 في إيباراكي في اليابان – )؛ هو لاعب كرة قدم سابق كان يلعب كلاعب وسط.

## وصلات خارجية
- هذه المقالة غير مرتبط بويكي بيانات